# 24h Le Mans 1955

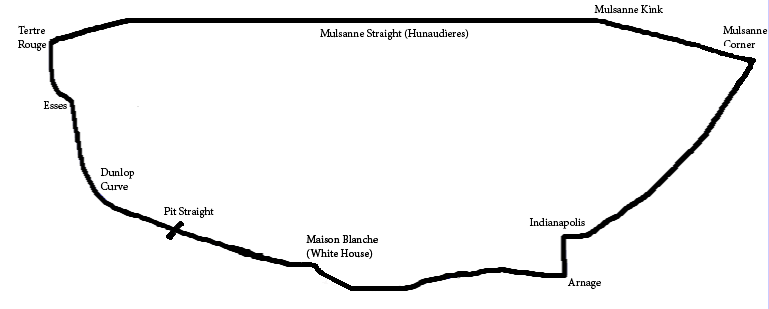
Tor Circuit de la Sarthe

Przebieg wypadku

24h Le Mans 1955 – odbył się w dniach 11–12 czerwca 1955, zwyciężył w nim Mike Hawthorn. Podczas wyścigu miał miejsce wypadek Pierre’a Levegha jadącego w Mercedesie, poza kierowcą zginęło w nim 82 widzów, a dalszych 120 odniosło rany i obrażenia.
Przez pierwsze dwie godziny wyścigu trzej kierowcy: Eugenio Castellotti, Mike Hawthorn i Juan Manuel Fangio przewodzili na przemian stawce. Na 33 okrążeniu, naprzeciwko głównej trybuny, Hawthorn niespodziewanie podjął decyzję o zjechaniu do boksu i zaczął hamować. Zaskoczony jadący za nim Lance Macklin w celu uniknięcia kolizji wykonał gwałtowny skręt w lewo, nie widząc, że z pełną prędkością pędzą tuż za nim dwa Mercedesy, którymi kierowali Levegh i Fangio. Levegh w ostatniej chwili uniósł rękę by ostrzec Fangia, po czym uderzył w Macklina z prędkością ponad 200 km/h. Jego pojazd, wyrzucony w powietrze, uderzył w szczyt wału ziemnego przed zatłoczoną trybuną i roztrzaskał się. Zginął kierowca. Silnik i fragmenty karoserii zabiły wielu widzów, przy czym pokrywa silnika − wirując z ogromną prędkością − zadziałała jak nóż gilotyny.
Mimo wypadku dyrektor wyścigu, Charles Faroux, postanowił o jego kontynuacji. Pod koniec dziewiątej godziny wyścigu szef ekipy Mercedesa rozmawiał telefonicznie ze zwierzchnikami w Stuttgarcie, którzy na znak żałoby nakazali mu wycofać z zawodów pozostałe dwa samochody tej stajni. Choć Juan Manuel Fangio i Stirling Moss prowadzili z dużą przewagą, szef ekipy spełnił polecenie.
Ostateczny bilans wypadku podano dopiero po zakończeniu wyścigu. Tragedia pochłonęła 83 ofiary śmiertelne i 120 rannych. Niektóre kraje (Francja, Niemcy, Hiszpania i Szwajcaria) natychmiast zakazały organizacji takich imprez. Firma Mercedes postanowiła wycofać się z rywalizacji sportowej i nie wróciła na tory wyścigowe aż do roku 1987.

## Wyniki
Źródło: experiencelemans.com
| Poz. | Klasa | Nr | Zespół                                 | Kierowcy                                | Nadwozie                     | Silnik                  | Okr. |
| ---- | ----- | -- | -------------------------------------- | --------------------------------------- | ---------------------------- | ----------------------- | ---- |
| 1    | S 5.0 | 6  | Jaguar Cars Ltd.                       | Mike Hawthorn Ivor Bueb                 | Jaguar D-Type                | Jaguar 3.4L I6          | 307  |
| 2    | S 3.0 | 23 | Aston Martin Ltd.                      | Peter Collins Paul Frère                | Aston Martin DB3S            | Aston Martin 2.9L I6    | 302  |
| 3    | S 5.0 | 10 | Écurie Francorchamps                   | Johnny Claes Jacques Swaters            | Jaguar D-Type                | Jaguar 3.4L I6          | 296  |
| 4    | S 1.5 | 37 | Porsche KG                             | Helmut Polensky Richard von Frankenberg | Porsche 550/4 RS 1500 Spyder | Porsche 1.5L Flat-4     | 284  |
| 5    | S 1.5 | 66 | Equipe Nationale Belga Gustave Olivier | Wolfgang Seidel Olivier Gendebien       | Porsche 550/4 RS 1500 Spyder | Porsche 1.5L Flat-4     | 276  |
| 6    | S 1.5 | 62 | Porsche KG                             | Helm Glöckler Jaroslav Juhan            | Porsche 550/4 RS 1500 Spyder | Porsche 1.5L Flat-4     | 273  |
| 7    | S 2.0 | 34 | Bristol Aeroplane Company              | Peter S. Wilson Jim Mayers              | Bristol 450C Open            | Bristol 2.0L I6         | 271  |
| 8    | S 2.0 | 33 | Bristol Aeroplane Company              | Mike Keen Tommy Line                    | Bristol 450C Open            | Bristol 2.0L I6         | 270  |
| 9    | S 2.0 | 32 | Bristol Aeroplane Company              | Tommy Wisdom Jack Fairman               | Bristol 450C Open            | Bristol 2.0L I6         | 268  |
| 10   | S 2.0 | 35 | Automobiles Frazer Nash Ltd.           | Marcel Becquart Richard Stoop           | Frazer Nash Sebring          | Bristol 2.0L I6         | 260  |
| 11   | S 1.5 | 40 | Edgar Fronteras                        | Giulio Cabianca Giuseppe Scorbati       | O.S.C.A. MT-4 1500           | O.S.C.A. 1.5L I4        | 256  |
| 12   | S 1.5 | 41 | MG Cars Ltd.                           | Ken Miles Johnny Lockett                | MG EX182                     | MG 1.5L I4              | 249  |
| 13   | S 1.1 | 49 | Porsche KG                             | Auguste Veuillet Zora Arkus-Duntov      | Porsche 550/4 Spyder         | Porsche 1.1L I4         | 245  |
| 14   | S 2.0 | 28 | Standard Triumph Ltd.                  | Robert Dickson Ninian Sanderson         | Triumph TR2                  | Triumph 2.0L I4         | 242  |
| 15   | S 2.0 | 29 | Standard Triumph Ltd.                  | Ken Richardson Bert Hadley              | Triumph TR2                  | Triumph 2.0L I4         | 242  |
| 16   | S 750 | 63 | Ecurie Jeudy-Bonnet                    | Louis Cornet Robert Mougin              | DB HBR                       | Panhard 0.7L Flat-2     | 236  |
| 17   | S 1.5 | 64 | MG Cars Ltd.                           | Ted Lund Hans Waeffler                  | MG EX182                     | MG 1.5L I4              | 234  |
| 18   | S 1.5 | 65 | Gustave Olivier                        | Gustave Olivier Josef Jeser             | Porsche 550/4 Spyder         | Porsche 1.5L Flat-4     | 234  |
| 19   | S 2.0 | 68 | Standard Triumph Ltd.                  | Leslie Brooke Mortimer Morris-Goodall   | Triumph TR2                  | Triumph 2.0L I4         | 214  |
| 20   | S 750 | 59 | Ecurie Jeudy-Bonnet                    | Georges Trouis Louis Héry               | DB HBR                       | Panhard 0.7L Flat-2     | 209  |
| 21   | S 1.1 | 47 | Cooper Car Company                     | Edgar Wadsworth John Brown              | Cooper T39 'Bobtail'         | Coventry Climax 1.1L I4 | 207  |

### Nie ukończyli
| Poz. | Klasa | Nr | Zespół                          | Kierowcy                                 | Nadwozie                  | Silnik                  | Okr. |
| ---- | ----- | -- | ------------------------------- | ---------------------------------------- | ------------------------- | ----------------------- | ---- |
| 22   | S 3.0 | 16 | Officine Alfieri Maserati       | Luigi Musso Luigi Valenzano              | Maserati 300S             | Maserati 3.0L I6        | 239  |
| 23   | S 3.0 | 22 | Briggs Cunningham               | Briggs Cunningham Sherwood Johnston      | Cunningham C6-R           | Offenhauser 2.9L I4     | 196  |
| 24   | S 5.0 | 7  | Jaguar Cars Ltd.                | Tony Rolt Duncan Hamilton                | Jaguar D-Type             | Jaguar 3.4L I6          | 186  |
| 25   | S 750 | 52 | Société Monopole                | Jean Hémard Pierre Flahaut               | Monopole X88              | Panhard 0.7L Flat-2     | 145  |
| 26   | S 2.0 | 30 | Automobiles Gordini             | Jacques Pollet Hernando da Silva Ramos   | Gordini T15S              | Gordini 2.0L I8         | 145  |
| 27   | S 750 | 60 | Automobili Stanguellini         | René Philippe Faure Pierre Duval         | Stanguellini 750 Bialbero | Stanguellini 0.7L I4    | 136  |
| 28   | S 3.0 | 19 | Daimler-Benz A.G.               | Juan Manuel Fangio Stirling Moss         | Mercedes-Benz 300 SLR     | Mercedes-Benz 3.0L I8   | 134  |
| 29   | S 3.0 | 21 | Daimler-Benz A.G.               | Karl Kling André Simon                   | Mercedes-Benz 300 SLR     | Mercedes-Benz 3.0L I8   | 130  |
| 30   | S 1.1 | 51 | Automobiles Panhard et Levassor | René Cotton André Beaulieux              | Panhard VM5               | Panhard 0.9L Flat-2     | 108  |
| 31   | S 5.0 | 5  | Scuderia Ferrari                | Maurice Trintignant Harry Schell         | Ferrari 121LM             | Ferrari 4.4L I6         | 107  |
| 32   | S 5.0 | 8  | Jaguar Cars Ltd.                | Don Beauman Norman Dewis                 | Jaguar D-Type             | Jaguar 3.4L I6          | 106  |
| 33   | S 3.0 | 24 | Aston Martin Ltd.               | Roy Salvadori Peter Walker               | Aston Martin DB3S         | Aston Martin 2.9L I6    | 105  |
| 34   | S 3.0 | 12 | „Heldé”                         | Pierre-Louis Dreyfus Jean Lucas          | Ferrari 750 Monza         | Ferrari 3.0L I4         | 104  |
| 35   | S 750 | 58 | Ecurie Jeudy-Bonnet             | Paul Armagnac Gérard Laureau             | DB HBR                    | Panhard 0.7L Flat-2     | 101  |
| 36   | S 1.1 | 48 | Lotus Engineering               | Colin Chapman Ron Flockhart              | Lotus Mark IX             | Coventry Climax 1.1L I4 | 99   |
| 37   | S 1.1 | 50 | Automobiles Panhard et Levassor | Pierre Chancel Robert Chancel            | Panhard VM5               | Panhard 0.9L Flat-2     | 94   |
| 38   | S 2.0 | 31 | Officine Alfieri Maserati       | Carlo Tomasi Francesco Giardini          | Maserati 200S             | Maserati 2.0L I4        | 96   |
| 39   | S 5.0 | 1  | Aston Martin Lagonda Ltd.       | Reg Parnell Dennis Poore                 | Lagonda DP166             | Lagonda 4.5L V12        | 93   |
| 40   | S 3.0 | 25 | Aston Martin Ltd.               | Tony Brooks John Riseley-Prichard        | Aston Martin DB3S         | Aston Martin 2.9L I6    | 83   |
| 41   | S 3.0 | 27 | Jean-Paul Colas                 | Jean-Paul Colas Jacques Dewes            | Salmson 2300S Cabriolet   | Salmson 2.3L I4         | 82   |
| 42   | S 5.0 | 3  | Scuderia Ferrari                | Umberto Maglioli Phil Hill               | Ferrari 121LM             | Ferrari 4.4L I6         | 76   |
| 43   | S 1.5 | 38 | Walter Ringgenberg              | Walter Ringgenberg Hans-Jörg Gilomen     | Porsche 550/4 Spyder      | Porsche 1.5L Flat-4     | 65   |
| 44   | S 1.5 | 43 | Connaught Engineering           | Kenneth McAlpine Eric Thompson           | Connaught AL/SR           | Lea-Francis 1.5L I4     | 60   |
| 45   | S 2.0 | 69 | Alexandre Constantin            | Jacques Savoye Jacques Poch              | Constantin C Barquette    | Peugeot 2.0L I4         | 52   |
| 46   | S 5.0 | 4  | Scuderia Ferrari                | Eugenio Castellotti Count Paolo Marzotto | Ferrari 121LM             | Ferrari 4.4L I6         | 52   |
| 47   | S 1.1 | 46 | Kieft Cars Ltd.                 | Alan Rippon Bill Merrick                 | Kieft                     | Coventry Climax 1.1L I4 | 47   |
| 48   | S 5.0 | 9  | Briggs Cunningham               | William Spear Phil Walters               | Jaguar D-Type             | Jaguar 3.4L I6          | 43   |
| 49   | S 750 | 57 | Ecurie Jeudy-Bonnet             | René Bonnet Claude Storez                | DB HBR                    | Panhard 0.7L Flat-2     | 44   |
| 50   | S 5.0 | 11 | Cooper Car Company              | Peter Whitehead Graham Whitehead         | Cooper T38                | Jaguar 3.4L I6          | 38   |
| 51   | S 3.0 | 20 | Daimler-Benz A.G.               | Pierre Levegh John Fitch                 | Mercedes-Benz 300 SLR     | Mercedes-Benz 3.0L I8   | 34   |
| 52   | S 2.0 | 36 | Automobiles Frazer Nash Ltd.    | Cecil Vard Dick Odlum                    | Frazer Nash Sebring       | Bristol 2.0L I6         | 33   |
| 53   | S 750 | 53 | Société Monopole                | Francis Navarro Jean de Montrémy         | Monopole Sport X88        | Panhard 0.7L Flat-2     | 30   |
| 54   | S 3.0 | 26 | Lance Macklin                   | Lance Macklin Les Leston                 | Austin-Healey 100S        | BMC 2.7L I4             | 28   |
| 55   | S 1.5 | 42 | MG Cars Ltd.                    | Dick Jacobs Joe Flynn                    | MG EX182                  | MG 1.5L I4              | 27   |
| 56   | S 750 | 56 | Automobiles VP                  | Yves Giraud-Cabantous Yves Lesur         | VP 166R                   | Renault 0.7L I4         | 26   |
| 57   | S 3.0 | 15 | Officine Alfieri Maserati       | Roberto Mières Cesare Perdisa            | Maserati 300S             | Maserati 3.0L I6        | 24   |
| 58   | S 3.0 | 14 | Mike Sparken                    | Mike Sparken Masten Gregory              | Ferrari 750 Monza         | Ferrari 3.0L I4         | 23   |
| 59   | S 750 | 61 | Nardi Automobili                | Dr Mario Damonte Roger Crovetto          | Nardi Bisiluro            | Giannini 0.7L I4        | 5    |
| 60   | S 1.5 | 39 | Kieft Cars Ltd.                 | Berwyn Baxter John Deeley                | Kieft                     | Coventry Climax 1.5L I4 | 4    |